# Fed Cup 2012 – blok A 1. skupiny zóny Evropy a Afriky
Blok A 1. skupiny zóny Evropy a Afriky Fed Cupu 2012 představoval jednu ze čtyř podskupin 1. skupiny. Hrálo se mezi 1. až 4. únorem v areálu Municipal Tennis Club izraelského Ejlatu venku na dvorcích s tvrdým povrchem. 
Tři týmy se utkaly ve vzájemných zápasech. Vítěz sehrál zápas s vítězem bloku C o účast v baráži Světové skupiny II pro rok 2013. Družstvo z druhého místa se střetlo s druhým z bloku C o konečné 5. až 8. místo 1. skupiny. Třetí tým pak sehrál utkání o udržení se čtvrtým z bloku C. Poražený sestoupil do 2. skupiny zóny.

## Blok A
|     |           | Estonsko | Rakousko | Bulharsko | Zápasy V/P | Sety V/P | Hry V/P | Pořadí |
| 17. | Estonsko  |          | 1–2      | 0–3       | 0–2        | 2–10     | 20–70   | 3      |
| 33. | Rakousko  | 2–1      |          | 2–1       | 2–0        | 9–5      | 68–43   | 1      |
| 40. | Bulharsko | 3–0      | 1–2      |           | 1–1        | 8–5      | 58–41   | 2      |

- V/P – výhry/prohry

## Zápasy

### Estonsko vs. Bulharsko
| | Estonsko | 0 :                                                                    | 3   | Bulharsko |    |  |
| --- | -------- | ---------------------------------------------------------------------- | --- | --------- | -- |  |
| Municipal Tennis Club, Ejlat, Izrael 1. února 2012 tvrdý (venku) |          |                                                                        |     |           |    |  |
| \| \| \| \| 1. \| 2. \| 3. \| \| \| -- \| \| ---------------------------------------------------------------------- \| --- \| --- \| -- \| \| \| 1. \| \| Margit Rüütelová Elitsa Kostovová \| 2 6 \| 1 6 \| \| \| \| 2. \| \| Anett Kontaveitová Cvetana Pironkovová \| 3 6 \| 1 6 \| \| \| \| 3. \| \| Eva Paalmová / Tatjana Vorobjova Cvetana Pironkovová / Dia Jevtimovová \| 0 6 \| 1 6 \| \| \| \| \| \| \| \| \| \| \| \| \| \| \| \| \| \| \| \| \| \| \| \| \| \| \| \| \| \| \| \| \| \| \| \| \| \| \| \| \| \| \| |          |                                                                        |     |           |    |  |
| |          |                                                                        | 1.  | 2.        | 3. |  |
| 1. |          | Margit Rüütelová Elitsa Kostovová                                      | 2 6 | 1 6       |    |  |
| 2. |          | Anett Kontaveitová Cvetana Pironkovová                                 | 3 6 | 1 6       |    |  |
| 3. |          | Eva Paalmová / Tatjana Vorobjova Cvetana Pironkovová / Dia Jevtimovová | 0 6 | 1 6       |    |  |
| |          |                                                                        |     |           |    |  |
| |          |                                                                        |     |           |    |  |
| |          |                                                                        |     |           |    |  |
| |          |                                                                        |     |           |    |  |
| |          |                                                                        |     |           |    |  |

### Estonsko vs. Rakousko
| | Estonsko | 1 :                                                                                | 2   | Rakousko |    |  |
| --- | -------- | ---------------------------------------------------------------------------------- | --- | -------- | -- |  |
| Municipal Tennis Club, Ejlat, Izrael 2. února 2012 tvrdý (venku) |          |                                                                                    |     |          |    |  |
| \| \| \| \| 1. \| 2. \| 3. \| \| \| -- \| \| ---------------------------------------------------------------------------------- \| --- \| ---- \| -- \| \| \| 1. \| \| Tatjana Vorobjovová Patricia Mayrová-Achleitnerová \| 0 6 \| 0 6 \| \| \| \| 2. \| \| Anett Kontaveitová Tamira Paszeková \| 6 4 \| 7 63 \| \| \| \| 3. \| \| Annet Kontaveitová / Tatjana Vorobjovová Sandra Klemenschitsová / Tamira Paszeková \| 4 6 \| 4 6 \| \| \| \| \| \| \| \| \| \| \| \| \| \| \| \| \| \| \| \| \| \| \| \| \| \| \| \| \| \| \| \| \| \| \| \| \| \| \| \| \| \| \| |          |                                                                                    |     |          |    |  |
| |          |                                                                                    | 1.  | 2.       | 3. |  |
| 1. |          | Tatjana Vorobjovová Patricia Mayrová-Achleitnerová                                 | 0 6 | 0 6      |    |  |
| 2. |          | Anett Kontaveitová Tamira Paszeková                                                | 6 4 | 7 63     |    |  |
| 3. |          | Annet Kontaveitová / Tatjana Vorobjovová Sandra Klemenschitsová / Tamira Paszeková | 4 6 | 4 6      |    |  |
| |          |                                                                                    |     |          |    |  |
| |          |                                                                                    |     |          |    |  |
| |          |                                                                                    |     |          |    |  |
| |          |                                                                                    |     |          |    |  |
| |          |                                                                                    |     |          |    |  |

### Rakousko vs. Bulharsko
| | Rakousko | 2 :                                                                                         | 1   | Bulharsko |     |  |
| --- | -------- | ------------------------------------------------------------------------------------------- | --- | --------- | --- |  |
| Municipal Tennis Club, Ejlat, Izrael 3. února 2012 tvrdý (venku) |          |                                                                                             |     |           |     |  |
| \| \| \| \| 1. \| 2. \| 3. \| \| \| -- \| \| ------------------------------------------------------------------------------------------- \| --- \| --- \| --- \| \| \| 1. \| \| Patricia Mayrová-Achleitnerová Elitsa Kostovová \| 6 3 \| 6 3 \| \| \| \| 2. \| \| Tamira Paszeková Cvetana Pironkovová \| 3 6 \| 6 1 \| 1 6 \| \| \| 3. \| \| Yvonne Meusburgerová / Patricia Mayrová-Achleitnerová Cvetana Pironkovová / Dia Jevtimovová \| 6 1 \| 6 2 \| \| \| \| \| \| \| \| \| \| \| \| \| \| \| \| \| \| \| \| \| \| \| \| \| \| \| \| \| \| \| \| \| \| \| \| \| \| \| \| \| \| \| |          |                                                                                             |     |           |     |  |
| |          |                                                                                             | 1.  | 2.        | 3.  |  |
| 1. |          | Patricia Mayrová-Achleitnerová Elitsa Kostovová                                             | 6 3 | 6 3       |     |  |
| 2. |          | Tamira Paszeková Cvetana Pironkovová                                                        | 3 6 | 6 1       | 1 6 |  |
| 3. |          | Yvonne Meusburgerová / Patricia Mayrová-Achleitnerová Cvetana Pironkovová / Dia Jevtimovová | 6 1 | 6 2       |     |  |
| |          |                                                                                             |     |           |     |  |
| |          |                                                                                             |     |           |     |  |
| |          |                                                                                             |     |           |     |  |
| |          |                                                                                             |     |           |     |  |
| |          |                                                                                             |     |           |     |  |